# 라이온 킹 3
《라이온 킹 3》(The Lion King 3) 또는《라이온 킹 1과½》(The Lion King 1½)은 월트 디즈니 스튜디오 홈 엔터테인먼트가 2004년 2월 10일 출시한 미국의 애니메이션 영화이다. 1994년 개봉한 영화 《라이온 킹》의 외전 격인 후속편으로, 원작의 줄거리를 미어캣 티몬과 혹멧돼지 품바의 관점으로 전개해 나간다. 실루엣으로 표현되는 티몬과 품바는 원작의 줄거리에서 등장하지 않았던 자신들의 이야기를 영화로 감상한다.
라이온 킹의 인기 캐릭터들인 미어캣 티몬과 흑멧돼지 품바에 대해서는, 1995년 TV 시리즈로 《티몬과 품바》가 방영되었다.

## 줄거리
영화는 티몬과 품바가 집에서 자신들의 과거 모험을 담은 영화를 보다가, 심바를 만나기 전 둘이 어떻게 만났는지 이야기를 시작하며 전개된다.
티몬은 프라이드 랜드 외곽 미어캣 공동체에서 살고 있었다. 어느 날, 그의 엉뚱한 생각 때문에 하이에나의 공격을 받게 되고, 공동체에서 쫓겨나게 된다. 방랑하던 티몬은 라피키를 만나 '하쿠나 마타타' 철학을 배우고, 그의 조언대로 '보이는 것 너머를 보려' 노력한다. 티몬은 프라이드 락을 발견하고 그곳으로 향하던 중 품바를 만나 동행하게 된다. 품바는 포식자들을 쫓아내는 특별한 힘을 가지고 있다는 것을 알게 되고, 이후 그들의 모험은 첫 번째 영화의 사건들과 겹치게 된다.
티몬과 품바는 심바의 탄생을 축하하는 동물들 사이에 섞여 프라이드 락에 도착하고, 그 과정에서 품바의 방귀로 인해 동물들이 기절하거나 심바에게 경의를 표하는 해프닝을 겪는다. 그들은 정착하려 노력하는 동안 "왕이 될 거야" 장면, 하이에나 추격전, 그리고 무파사의 죽음을 초래한 와일드비스트 떼의 난동을 목격한다.
난동을 피해 강물에 휩쓸린 티몬과 품바는 지쳐서 포기하려 하지만, 서로가 유일한 친구임을 깨닫고 꿈꿔왔던 푸르른 정글에서 새로운 삶을 시작한다. 그들은 '하쿠나 마타타'를 삶의 철학으로 받아들이고, 한편 티몬의 엄마와 삼촌 맥스는 그를 찾아 나선다.
시간이 흘러 티몬과 품바는 심바를 구출하고, 그들의 철학대로 함께 키우며 곤충을 먹고 온천에서 휴식을 취한다. 어느덧 자란 심바는 친구 날라를 만나고, 티몬과 품바는 그들의 우정이 위태로워질까 봐 둘의 관계를 방해하려 한다. 심바가 프라이드 락으로 돌아가지 않으려 하자 날라와 싸우는 것을 보고 성공했다고 생각했지만, 다음 날 날라는 심바가 스카에게 도전하여 왕위를 되찾기 위해 돌아갔다는 사실을 알린다. 품바는 심바를 따라가지만, 티몬은 '하쿠나 마타타'를 버렸다고 생각하고 심바를 돕는 것을 거부한다. 그러나 곧 친구들이 없는 외로움을 느끼고 라피키의 도움으로 진정한 '하쿠나 마타타'는 사랑하는 사람들과 함께하는 것임을 깨닫는다. 티몬은 품바와 재회하고 화해한다.
티몬과 품바는 하이에나들을 훌라춤으로 유인하며 시간을 벌고, 프라이드 랜드에서 엄마와 삼촌을 만난다. 티몬은 하이에나를 영원히 제거하여 심바를 돕자고 제안하고, 모두 함께 하이에나들을 지하 터널로 몰아넣는다. 결국 하이에나들은 땅 밑으로 떨어지고 심바는 왕위를 되찾는다. 티몬은 엄마, 삼촌, 그리고 미어캣 공동체 사람들을 정글로 초대하여 모두 함께 '하쿠나 마타타'를 완성한다.
다시 극장으로 돌아와, 품바는 처음부터 다시 시작하자고 하지만 티몬은 거절한다. 그러나 가족, 심바, 라피키 등 여러 디즈니 캐릭터들이 극장에 몰려와 영화를 다시 돌려보라고 설득한다. 영화가 다시 시작되자 품바는 갑자기 너무 많은 관객에 긴장한다.

## 등장인물
- 티몬(Timon)

성우: 네이선 레인(한국어판 더빙: 장광)
보통의 미어캣들과는 달리,모험을 즐기고 싶어하는 미어캣.
라피키를 만난 후 '하쿠나 마타타'라는 자신의 신조를 만들기 시작한다.
말이 많고 꾀가 좋지만 항상 자신이 자기 꾀에 걸려드는 타입.
- 품바(Pumbaa)

성우: 어니 사벨라(한국어판 더빙: 송용태)
티몬의 가장 친한 친구인 혹멧돼지. 우둔해 보이나 실제로 티몬보다 현명하다.
심한 방귀냄새때문에 가끔 주위를 혼란스럽게 만들기도 한다.
- 라피키(Rafiki)

성우: 로버트 기욤(한국어판 더빙: 장승길)
개코원숭이. 티몬에게 '하쿠나 마타타'의 의미를 가르쳐 주었다.
뒤에도 심바와 티몬과 품바를 지켜보는듯 하다.
- 심바(Simba)

성우: 어린 심바 - 맷 와인버그 · 어른 심바 - 매슈 브로더릭

(어른 심바 한국어판 더빙: 김승준)
훗날 사자왕이 되는 티몬과 품바의 친구.
프라이드랜드에서 쫓겨난 심바를 티몬과 품바가 찾아내, 심바는 그들과 함께 살기 시작한다.
- 티몬의 엄마(Ma(Timon's Mother))

성우: 줄리 캐브너(한국어판 더빙: 나수란)
미어캣 무리 중 유일하게 티몬을 이해해주는 미어캣.
처음에는 망설였으나 결국 아들을 보내게 된다.
- 맥스(Max)

성우: 제리 스틸러(한국어판 더빙: 이종구)
티몬의 삼촌. 고지식한 성격으로 항상 말썽을 부리는 티몬을 눈엣가시로 여기고 있다.
- 셴지(Shenzi)

성우: 우피 골드버그(한국어판 더빙: 성선녀)
하이에나 무리의 리더격인 암컷 하이에나.
- 반자이(Banzai)

성우: 치치 매린(한국어판 더빙: 최병상)
성질이 급한 하이에나. 셴지의 말에는 약하다.
- 에드(Ed)

성우: 짐 커밍스
어리바리하며, 웃음소리만 내는 하이에나.
- 구피

## 음악
1. "Nants Ingonyama(Circle of Life)"
2. "Grazing In The Grass" (보컬: 레이븐 시모네)
3. "Digga Tunnah Dance" (보컬: 레보 M · Vinx)
4. "That's All I Need" (보컬: 네이선 레인)
5. "I Just Can't Wait to Be King" (보컬: 에런 카터)
6. "Hakuna Matata" (보컬: 네이선 레인 · 어니 사벨라)
7. "The Lion Sleeps Tonight" (보컬: 레보 M)
8. "Jungle Boogie" (쿨 & 더 갱의 1973년작 리메이크)
9. "Timon's Traveling Theme"
10. "영화 《석양의 무법자》 테마곡"
11. "Sunrise, Sunset" (영화 《지붕 위의 바이올린(Fiddler on the Roof)》 수록곡)
12. "TV 시리즈 《피터 건(Peter Gunn)》테마곡"
13. "Digga Tunnah Dance (reprise)" (보컬: 레보 M · Vinx)
14. "The Big Wrap-Up Theme"